# Per un amore/La fine
Per un amore / La fine è il sesto singolo su 7" de I Bit-Nik pubblicato nel 1968 dalla Meazzi Edizioni Discografiche.

## Tracce
Lato A
1. Per un amore

Lato B
1. La fine